# Cibongas
Cibongas is een bestuurslaag in het regentschap Tasikmalaya van de provincie West-Java, Indonesië. Cibongas telt 4238 inwoners (volkstelling 2010).